# Stazione di Hiraoka (Osaka)
La stazione di Hiraoka (枚岡駅?, Hiraoka-eki) è una stazione ferroviaria situata nella città di Higashiōsaka, nella prefettura di Osaka, in Giappone, appartenente alla linea Nara delle Ferrovie Kintetsu.

## Linee
Ferrovie Kintetsu
● Linea Kintetsu Nara

## Aspetto
La stazione, situata in un'area di forte pendenza (30 permille) è costituita da due binari in superficie con due marciapiedi laterali.
| 1 | ■ Linea Kintetsu Nara | per Ikoma, Yamato-Saidaiji, Kintetsu Nara e Tenri                             |
| 4 | ■ Linea Kintetsu Nara | per Tsuruhashi, Ōsaka Uehommachi, Ōsaka Namba, Amagasaki, Kōshien e Sannomiya |

## Stazioni adiacenti
| «                                 | Servizio                      | »                   |
| Linea Kintetsu Nara               | Linea Kintetsu Nara           | Linea Kintetsu Nara |
| --------------------------------- | ----------------------------- | ------------------- |
| Hyōtan-yama                       | Locale Semiespresso sezionale | Nukata              |
| Tutti gli altri treni non fermano |                               |                     |